# Giuliano Vangi
Giuliano Vangi (Barberino di Mugello, Florencia, 13 de marzo de 1931 - Pésaro, 26 de marzo de 2024) fue un escultor y pintor italiano.

## Biografía

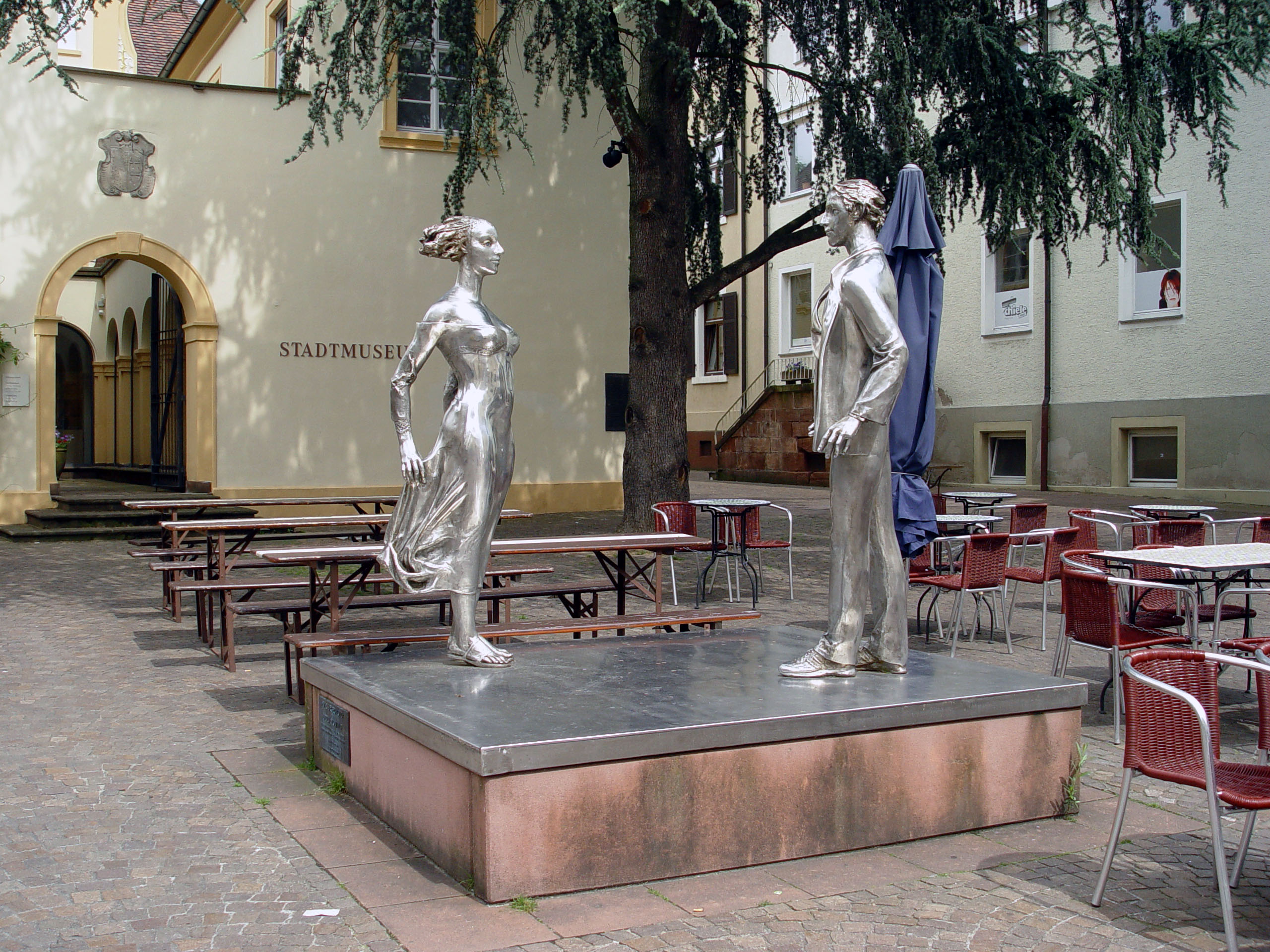
«El encuentro», de Giuliano Vangi

Estudió en el Instituto del Arte y en la Academia de Bellas Artes de Florencia. Giuliano Vangi ha realizado numerosos monumentos colocados en entornos prestigiosos, entre otros: la estatua de San Juan Bautista en Florencia, La loba en la Plaza Postierla de Siena, el Crucifijo y el nuevo presbiterio para la catedral de Padua o el nuevo altar y ambón de la Catedral de Pisa.
Recibió en 2002 el Praemium Imperiale japonés en la categoría de escultura, que asciende a 15 millones de yenes (aproximadamente, unos 129.000 euros).